# Wolfgang Metzler
Wolfgang Metzler (* 23. Juni 1952 in Jügesheim) ist ein ehemaliger deutscher Fußballspieler.

## Spielerkarriere
Über die Stationen SV Jügesheim und Germania Niederrodenbach (Landesliga) kam Wolfgang Metzler 1975 zum Zweitligaaufsteiger FSV Frankfurt. Nachdem er am ersten Spieltag der Saison 1975/76 gegen den SSV Reutlingen (1:0) sein Profidebüt gegeben hatte, dauerte es bis zu seinem zehnten Einsatz, bis der Stürmer sein erstes Tor für Frankfurt erzielte. Ab diesem Zeitpunkt netzte er aber regelmäßig für seinen Verein ein, sodass er am Saisonende mit 13 Toren mit Abstand die meisten für sein Team erzielt hatte. In der nächsten Saison bestritt er zunächst 13 Spiele (vier Tore) für den FSV und wechselte dann Anfang November, noch vor der Winterpause, zum Bundesligisten 1. FC Kaiserslautern.
Auch wenn Metzler in seinem zweiten Spiel für die „Roten Teufel“ ein Doppelpack gelang, konnte er sich nicht durchsetzen und wurde in seinen 20 Einsätzen 14-mal eingewechselt. Er verließ den FCK nach einem Dreivierteljahr wieder und wechselte innerhalb der Bundesliga zum TSV 1860 München. Mit den „Löwen“ erlebte er Abstieg (1978) und Wiederaufstieg. Obwohl er auch hier nicht immer gesetzt war, blieb er insgesamt fast 3½ Jahre bei 1860 München. Im November 1980 nahm er Abschied und unterschrieb einen Vertrag bei der SpVgg Fürth. Dort spielte er drei Jahre lang als Stammspieler in der 2. Bundesliga und erzielte in seiner letzten Saison (1982/83) sogar 17 Tore. Trotzdem landete Fürth in jener Saison auf einem Abstiegsplatz. Metzler blieb aber in der zweiten Liga, indem er zu Hertha BSC wechselte.
In der Hauptstadt spielte er zwei Jahre und ging danach für ein Jahr in die Verbandsliga Schleswig-Holstein zum VfB Lübeck. Von 1986 bis 1989 war er wieder in der Hauptstadt, für den Spandauer SV, am Ball, wo er in der Oberliga Berlin noch einmal seine Torjägerqualitäten unter Beweis stellen konnte.

## Trainerkarriere
Im Anschluss an das Karriereende als Spieler war er für eine Saison Trainer beim Spandauer SV (1989/90). Anschließend arbeitete er für zwei Jahre, bis zum Konkurs des Vereins 1992, bei Blau-Weiß 90 Berlin: Von 1990 bis 1992 war er Trainer der Amateure des Vereins und von September 1991 bis April 1992 Cheftrainer. Bereits am Ende der Saison 1990/91 war er Interimstrainer des Teams.

## Statistik
| Liga          | Spiele (Tore) |
| ------------- | ------------- |
| Bundesliga    | 072 0(6)      |
| 2. Bundesliga | 200 (62)      |
| Oberliga      | 081 (36)      |
| Wettbewerb    |               |
| DFB-Pokal     | 019 0(5)      |